# بقاع صفرين
بقاع صفرين هي قرية لبنانية من قرى قضاء الضنية في محافظة الشمال.